# الدوح الکبیر
الدوح الکبیر (به عربی: اداو الکبیر) یک منطقهٔ مسکونی در عربستان سعودی است که در استان مکه واقع شده‌است.